# Olympische Sommerspiele 2016/Radsport – Einzelzeitfahren Straße (Frauen)
Das Einzelzeitfahren der Frauen im Straßenradsport bei den Olympischen Spielen 2016 in Rio de Janeiro fand am 10. August 2016 statt.
Olympiasiegerin wurde zum dritten Mal in Folge die US-Amerikanerin Kristin Armstrong, mit 43 Jahren älteste Person des gesamten Radsport-Teilnehmerfeldes der Spiele. Die Silbermedaille gewann Olga Sabelinskaja aus Russland und Bronze sicherte sich die Olympiasiegerin des Straßenrennens von Rio de Janeiro, Anna van der Breggen aus den Niederlanden.

## Streckenverlauf
Der Start- und Zielbereich befand sich auf dem Tim Maia Square in Pontal. Von dort führte die Strecke über ein 2,6 km langes Teilstück der Estrada do Pontal zum 24,8 km langen Rundkurs Grumari Circuit, der einmal zu absolvieren war. Die Strecke endete mit dem Weg zurück zum Start- und Zielbereich. Das Rennen führte damit insgesamt über 29,8 km.
Der Rundkurs verlief im Uhrzeigersinn um mehrere Schutzgebiete, die zum Stadtteil Grumari gehören. Nach 9,7 Kilometern des Rennens musste nach einer Kopfsteinpflaster-Passage der Grumari-Anstieg auf 124 oder 126 m bewältigt werden. Dabei kam es auf einer Länge von 1,3 km zu bis zu 17 % Steigung. Der Grota-Funda Anstieg nach 19,2 Rennkilometern führte auf 2,1 km über weniger starke Steigungen von durchschnittlich 6,8 % auf eine Höhe von 164 oder 166 m. Zwischenzeiten wurden jeweils am Gipfel genommen.
Wie z. B. auch bei den Spielen von Peking 2008 waren die Strecken für die Zeitfahrwettbewerbe jeweils Teilstücke der Strecken für die Wettbewerbe der Straßenrennen. So musste der Rundkurs Grumari Circuit beim Straßenrennen der Herren viermal und bei dem der Frauen zweimal sowie beim Einzelzeitfahren der Männer zweimal und bei den Frauen einmal bewältigt werden; er wurde dann jeweils durch unterschiedliche andere Teilstrecken ergänzt.

## Titelträgerinnen
| Olympiasiegerin | Kristin Armstrong | London 2012   |
| Weltmeisterin   | Linda Villumsen   | Richmond 2015 |

## Ergebnis
| Rang | Athletin             | Nation             | Zeit (min) |
| ---- | -------------------- | ------------------ | ---------- |
| 1    | Kristin Armstrong    | Vereinigte Staaten | 44:26,42   |
| 2    | Olga Sabelinskaja    | Russland           | 44:31,97   |
| 3    | Anna van der Breggen | Niederlande        | 44:37,80   |
| 4    | Ellen van Dijk       | Niederlande        | 44:48,74   |
| 5    | Elisa Longo Borghini | Italien            | 44:51,94   |
| 6    | Linda Villumsen      | Neuseeland         | 44:54,71   |
| 7    | Tara Whitten         | Kanada             | 45:01,16   |
| 8    | Lisa Brennauer       | Deutschland        | 45:22,62   |
| 9    | Katrin Garfoot       | Australien         | 45:35,03   |
| 10   | Evelyn Stevens       | Vereinigte Staaten | 46:00,08   |
| 11   | Alena Amjaljussik    | Belarus            | 46:05,73   |
| 12   | Ashleigh Moolman     | Südafrika          | 46:29,11   |
| 13   | Karol-Ann Canuel     | Kanada             | 46:30,93   |
| 14   | Emma Pooley          | Großbritannien     | 46:31,98   |
| 15   | Eri Yonamine         | Japan              | 46:43,09   |
| 16   | Trixi Worrack        | Deutschland        | 46:52,77   |
| 17   | Lotta Lepistö        | Finnland           | 47:06,52   |
| 18   | Katarzyna Niewiadoma | Polen              | 47:47,96   |
| 19   | Anna Plichta         | Polen              | 47:59,66   |
| 20   | Hanna Solowej        | Ukraine            | 48:03,35   |
| 21   | Lotte Kopecky        | Belgien            | 48:09,86   |
| 22   | Christine Majerus    | Luxemburg          | 48:16,17   |
| 23   | Ann-Sophie Duyck     | Belgien            | 48:17,60   |
| 24   | Audrey Cordon        | Frankreich         | 49:32,87   |
| 25   | Vita Heine           | Norwegen           | 50:23,39   |